# Slonim
Slonim, bělorusky Сло́нім, je město v Bělorusku, v Hrodenské oblasti. Leží na soutoku řek Ščara a Isa, asi 170 km jihozápadně od Minsku. 1. 1. 2024 mělo 48 907 obyvatel.

## Dějiny
První zmínka o městě pochází z roku 1252, středověká kronika tehdy zaznamenala název Uslonim a hovořila o dřevěné pevnosti na levém břehu Ščary. Ve středověku město střídavě patřilo litevsko-polskému státu a Kyjevské Rusi. Po dělení Polska připadlo Rusku. V 18. století se o rozvoj města přičinil šlechtic Michał Kazimierz Ogiński, především vybudováním kanálu, který oblast napojil na řeku Dněpr. Rusové město ztratili roku 1915, když ho dobyli Němci. Po první světové válce o město bojovali Sověti a Poláci, nakonec dle mírové smlouvy z Rigy připadlo Polsku. Roku 1939 Sověti uzavřeli s Němci smlouvu Molotov–Ribbentrop, podle níž si rozdělili poražené Polsko a Slonim spadl do sovětské zóny. Sověti ho učinili součástí Běloruské sovětské socialistické republiky. Ovšem roku 1941 Němci Sovětský svaz přepadli a město dobyli. To bylo tragické zejména pro velkou židovskou komunitu ve městě, kde se Židé usazovali už od roku 1388 na pozvání litevské vlády, která tak chtěla oživit obchod v oblasti. Němci zde v jediný den, 14. listopadu 1941, povraždili 9000 Židů a další masová vražda (8000 Židů) se odehrála roku 1942. Sověti město dobyli zpět roku 1944 a již zůstalo součástí Běloruska.
Ve městě se narodili Michael a Efraim Marksovi, zakladatelé britské oděvní firmy Marks & Spencer.